# Ochopień
Ochopień (czasem ochabień, ochapień, ochopnia) – dawna rosyjska górna odzież męska i damska wykonana z sukna lub kamlotu; odpowiednik żupana na zachodzie Rusi i w Rzeczypospolitej. Słowo pochodzi od staroruskiego słowa охабить czyli охватить (obejmować, objąć).

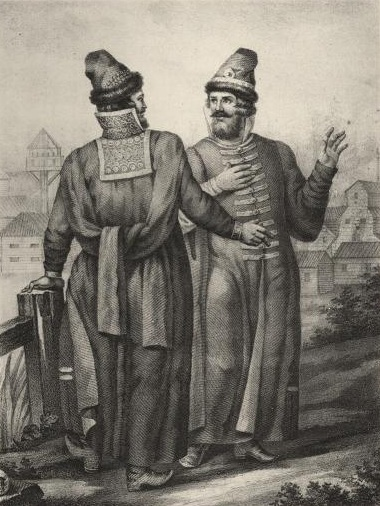
Ochabień i czapka

Ochopień był szeroko rozpowszechniony wśród szlachty w XV i XVI wieku, górna szeroka odzież z kołnierzem, u rosyjskich książąt i wojewodów, także caryc i bojarów, jako ubiór. Pod koniec 1670 roku ochopień przestał być ubiorem elitarnym i stał się ubraniem zwykłych ludzi.
Ochopień szyty był zwykle z dużym kołnierzem opadającym na plecy aż do łopatek. Wąska długa odzież (do kostki). Z przodu guzik zapinany był na butonierek. Po bokach długie rozcięcia od rąbka do rękawów. Ręce były zagnieżdżone w nacięcia, a rękawy wiązane z tyłu. Rękawy długie, proste. Kołnierz czworokątny. Kołnierz mógł sięgać połowy pleców.
Ochopień był uszyty z drogich tkanin - objari (jedwab ze złotem i srebrem), satyny, aksamitu lub brokatu. Na piersi mogła znajdować się naszywka (haft).